# Jos Smits
Jos Smits (Zoetermeer, 4 juli 1955) is een voormalig Nederlands keeper die bij Roda JC en VVV heeft gespeeld.
De destijds 26-jarige doelman werd in 1981 door toenmalig Roda JC-trainer Piet de Visser weggeplukt bij amateurclub EHC. Na het vertrek van Jan Jongbloed zocht de Kerkraadse eredivisionist naar een opvolger onder de lat. Smits won de concurrentiestrijd met Joop Dacier en was enkele jaren eerste keus. Na de komst van Jan Nederburgh belandde hij echter uiteindelijk op de reservebank. In de zomer van 1992 nam Smits afscheid bij Roda JC en keerde hij terug naar de amateurs van RKHBS. Een half jaar later maakte hij zijn come-back in het betaalde voetbal. VVV-coach Frans Körver, met wie hij eerder bij Roda JC had samengewerkt, haalde hem naar Venlo als stand-in voor John Roox. Smits keepte anderhalf seizoen bij VVV en keerde vervolgens weer terug naar RKHBS waar hij nog op 42-jarige leeftijd het doel verdedigde. In het seizoen 2008-2009 was Smits nog even actief als keeperstrainer bij Roda JC.

## Profstatistieken
| Seizoen | Club    | Land      | Competitie     | Duels | Goals |
| ------- | ------- | --------- | -------------- | ----- | ----- |
| 1981/82 | Roda JC | Nederland | Eredivisie     | 34    | 0     |
| 1982/83 | Roda JC | Nederland | Eredivisie     | 33    | 0     |
| 1983/84 | Roda JC | Nederland | Eredivisie     | 34    | 0     |
| 1984/85 | Roda JC | Nederland | Eredivisie     | 17    | 0     |
| 1985/86 | Roda JC | Nederland | Eredivisie     | 20    | 0     |
| 1986/87 | Roda JC | Nederland | Eredivisie     | 21    | 0     |
| 1987/88 | Roda JC | Nederland | Eredivisie     | 0     | 0     |
| 1988/89 | Roda JC | Nederland | Eredivisie     | 0     | 0     |
| 1989/90 | Roda JC | Nederland | Eredivisie     | 7     | 0     |
| 1990/91 | Roda JC | Nederland | Eredivisie     | 16    | 0     |
| 1991/92 | Roda JC | Nederland | Eredivisie     | 0     | 0     |
| 1992/93 | VVV     | Nederland | Eerste divisie | 0     | 0     |
| 1993/94 | VVV     | Nederland | Eredivisie     | 4     | 0     |
| Totaal  | Totaal  | Totaal    | Totaal         | 186   | 0     |